# Neobatrachus sutor
Neobatrachus sutor är en groddjursart som beskrevs av Main 1957. Neobatrachus sutor ingår i släktet Neobatrachus och familjen Limnodynastidae. IUCN kategoriserar arten globalt som livskraftig. Inga underarter finns listade i Catalogue of Life.